# 處男40戇居居
是一部2005年上映的美國性喜劇電影，由賈德·阿帕托執導，他與史提夫·加維編劇。由史提夫·加維主演一名宅在家玩電子遊戲的四十歲處男，其他演員有凱薩琳·凱娜、保羅·活特、羅瑪尼·麥柯、薛夫·洛根、伊莉莎白·班克絲、萊絲莉·曼恩和珍·林奇。本片是賈德·阿帕托的第一次執導電影。

## 演員
- 史提夫·加維 飾 Andy Stitzer
- 凱薩琳·凱娜（英语：Catherine Keener） 飾 Trish Piedmont
- 保羅·活特 飾 David
- 羅瑪尼·麥柯（英语：Romany Malco） 飾 Jay
- 薛夫·洛根 飾 Cal
- 珍·林奇 飾 Paula
- 凱特·丹寧絲 飾 Marla Piedmont
- 伊莉莎白·班克絲 飾 Beth
- 萊絲莉·曼恩 飾 Nicky
- 格里·班德諾（英语：Gerry Bednob） 飾 Mooj
- 喬丹·馬斯特森 飾 Mark
- 沙利·馬力爾（英语：Shelley Malil） 飾 Haziz
- 喬納·希爾 飾 eBay顧客
- 奇雲·哈特 飾 智能科技顧客
- 瑪莉莎·古特曼（英语：Marisa Guterman） 飾 Girl with Braces
- 瑪麗卡·多明尼克賽克（英语：Marika Domińczyk） 飾 Bernadette
- 敏迪·卡靈 飾 Amy
- 莫·柯林斯（英语：Mo Collins） 飾 Gina
- 金佰利·佩奇（英语：Kimberly Page） 飾 Carol
- 史多美·丹尼爾 飾 她自己
- Nancy Carell（英语：Nancy Carell） 飾 保健診所顧問

## 上映
在8月連續兩周登上2005年美國週末票房冠軍。

## 影評
電影獲得好評。爛蕃茄網站給85%正面評價（基於181則影評）。

## 外部連結
- 互联网电影数据库（IMDb）上《The 40-Year-Old Virgin》的资料（英文）
- AllMovie上《The 40-Year-Old Virgin》的资料（英文）
- Box Office Mojo上《The 40-Year-Old Virgin》的資料（英文）
- 爛番茄上《The 40-Year-Old Virgin》的資料（英文）
- Metacritic上《The 40-Year-Old Virgin》的資料（英文）